# Доња Баварска
Доња Баварска (бав. Niadabayern) је један од седам административних региона немачке државе Баварска.
| Окрузи | Аутономни градови                 |
| --- | --------------------------------- |
| 1. Дегендорф 2. Динголфинг-Ландау 3. Фрејунг-Графенау 4. Келхајм 5. Ландсхут 6. Пасау 7. Реген 8. Ротал-Ин 9. Штраубинг-Боген | 1. Ландсхут 2. Пасау 3. Штраубинг |